# Decimus Terentius Gentianus
 (décembre 2019).
 (décembre 2019).
 (décembre 2019).
Decimus Terentius Gentianus (fl. 116) était un homme politique de l'Empire romain.

## Biographie
Fils de Decimus Terentius Scaurianus[style à revoir][réf. nécessaire].
Il fut consul suffect en 116[réf. nécessaire].
Il fut le père d'un Decimus Terentius, le grand-père paternel d'un Terentius, marié avec Pompeia Paetina, fille de Lucius Pomponius Bassus Cascus Scribonianus, et arrière-grand-père paternel de Gaius Pomponius Bassus Terentianus[réf. nécessaire]. Terentius Gentianus, consul en 211, fut son descendant.